# Currito Farola, er niño e la bola
Currito Farola, er niño e la bola es una serie de historietas creada por Vázquez para la revista El DDT en 1951, y protagonizada por el personaje homónimo. A pesar de su corta vida, la serie destaca por tratarse de uno de los pocos ejemplos de localismo dentro de la Escuela Bruguera, ya que el protagonista era un andaluz estereotípico.

## Trayectoria editorial
La serie apareció en el número inicial de la revista El DDT en mayo de 1951, manteniéndose de forma continuada hasta el número 8 de dicha publicación y volviendo a aparecer en los números del 28 al 41, lo que suma un total de unas 20 historietas.
20 años después, en una entrevista mantenida con el investigador Juan Antonio Ramírez, el propio Vázquez justificaba su corta duración de la siguiente manera:

No lo sé; debía de ser muy buena. Todo lo bueno muere, se acaba....

 El crítico Enrique Martínez Peñaranda, más prosaico, ha escrito que la serie "desapareció enseguida, acaso, e incluso entonces, porque no se consideró conveniente."

## Argumento y personajes
Currito Farola er niño e la bola solo tiene un personaje recurrente, el propio Currito Farola. Ramírez lo incluye en el apartado de Marginados, junto a otros personajes de la editorial como Carpanta (1947), Gordito Relleno (1948), Don Danubio (1951), Morfeo Pérez (1952), Agamenón (1961), Rompetechos (1964) y Pitagorín (1966), caracterizados por un alto grado de extrañamiento respecto a su entorno.
Currito Farola es un hombre joven, delgado, con flequillo y sombrero cordobés que se crio en Sevilla pero vive en Barcelona.
La historieta presenta, como sostiene Martínez Peñaranda, "la parodia de un andaluz ataviado de manera folclórica con todos los tópicos inherentes que se manejaban en aquellos tiempos, como su poca afición al trabajo, los motivos taurinos..." Currito se levanta a las doce del mediodía (los días que madruga), es aficionado a los toros y por supuesto habla con acento andaluz. Le gusta dar paseos por el campo en donde tiende a encontrarse cosas como dinero o un ballenato. Curiosamente no es supersticioso, o por lo menos no lo era hasta que en una historieta después de plantar cara desafiante a varias supersticiones (salir en martes y 13, pasar debajo de una escalera, etc.) se encuentra un toro salvaje dentro de una caja con el número 13. A pesar de su carácter "farolelo", le engañan fácilmente, por ejemplo en una historieta un ladrón consigue atraerle hasta él mediante carteles.
Descontando los tópicos andaluces, las peripecias del sevillano recuerdan los infortunios de otros personajes de la misma época del autor como Heliodoro Hipotenuso. Así, donde este último personaje terminaba la historieta diciendo "me muero", Currito la finalizaba con "La he parmao". En la última aventura del personaje le arrojan al puerto de Barcelona con una bola de plomo atada al pie.

## Valoración
Esta historieta es uno de los pocos casos en que aparecen localismos en un tebeo de Bruguera, cosa debida en parte a la falta de tradición de hacerlo así y en parte por miedo a la censura franquista que prefería evitar referencias a entornos geográficos reales.